# Jewhenij Tkaczuk
Jewhenij Ołehowycz Tkaczuk, ukr. Євгеній Олегович Ткачук (ur. 27 czerwca 1991 w Zaporożu) – ukraiński piłkarz występujący na pozycji obrońcy w kazachskim klubie Szachtior Karaganda.

## Kariera piłkarska

### Kariera klubowa
Wychowanek Metałurha Zaporoże, barwy którego bronił w juniorskich mistrzostwach Ukrainy (DJuFL). Karierę piłkarską rozpoczął 18 października 2009 w trzeciej drużynie Szachtara Donieck. W 2010 przeszedł do Worskły Połtawa, w składzie której debiutował 13 listopada 2010. 25 lutego 2016 podpisał kontrakt z Zorią Ługańsk. 24 lutego 2017 zmienił klub na kazachski Irtysz Pawłodar. 4 czerwca 2017 za obopólną zgodą kontrakt został anulowany. 14 września 2017 zasilił skład Stali Kamieńskie. 26 stycznia 2018 przeszedł do Szachtiora Karaganda.

### Kariera reprezentacyjna
W 2011 bronił barw młodzieżowej reprezentacji Ukrainy.